# Beloit (Wisconsin)
Beloit – miasto w hrabstwie Rock, stanie Wisconsin, USA. Według spisu z 2000 r. 35.775 mieszkańców, a aglomeracja ma ponad 91.000 mieszkańców. Siedziba nieistniejącej już korporacji Beloit - do niedawna jednej z najbardziej znaczących w branży przemysłu papierniczego.
Z Beloit pochodzi Danica Patrick, amerykańska zawodniczka startująca w wyścigach samochodowych.